# 하이드록시메틸기
하이드록시메틸기(영어: hydroxymethyl group)는 구조식이 −CH2−OH인 치환기이다. 하이드록시메틸기는 하이드록실기(−OH)에 결합된 메틸렌 가교(−CH2− 단위)로 구성된다. 이것은 하이드록시메틸기를 가지고 있는 화합물을 알코올이 되게 한다. 하이드록시메틸기는 메톡시기(−O−CH3)와 화학식이 동일하며, 분자의 나머지 부분에 대한 부착 위치와 방향에서 차이가 난다. 따라서 하이드록시메틸기와 메톡시기의 화학적 특성은 서로 다르다.
하이드록시메틸기는 단백질생성성 아미노산인 세린의 곁사슬이다.
|  |

## 같이 보기
- 작용기
- 치환기
- 메톡시기